# Отомиаз
Отомиа́з, или ушно́й миа́з, или миа́з нару́жного слухово́го прохо́да (лат. otomyiasis) — миаз, вызываемый личинками короткоусых двукрылых, развивающимися в органе слуха. Редкое паразитарное заболевание. Отмечены несколько случаев заболевания новорождённых.

## Этиология
Случаи паразитирования в наружном слуховом проходе человека описаны для многих видов двукрылых, в первую очередь — мясных мух (семейства Sarcophagidae и Calliphoridae). Некоторые примеры:
- Sarcophagidae:
  - Sarcophaga (Parasarcophaga) similis[4];
  - Sarcophaga (Parasarcophaga) crassipalpis[5];
  - Sarcophaga haemorroidalis[6];
  - Wohlfahrtia magnifica[7][8] —  вольфартиоз;
- Calliphoridae:
  - виды рода Calliphora[2] — каллифороз;
  - Chrysomya bezziana[3][9][10] — хризомиаз;
  - Cochliomyia hominivorax[11] — кохлиомиаз;
  - Lucilia sericata[12][13] ;
  - Protophormia terraenovae[6] — протоформиоз
- Oestridae
  - овечий овод (Oestrus ovis)[9] — эстроз.

## Симптомы
Дискомфорт в ушах, выделения из них, и их воспаление, кровотечение, неприятный запах, боль, зуд и шум в ушах, головная боль, нарушение слуха. Диагноз ставится на основании обнаружения личинок.

## Ход заболевания и осложнения
Прогноз зависит от вида возбудителя, его локализации, интенсивности инвазии, своевременности медицинской помощи, сопутствующей патологии. Паразитизм личинок в ушах может привести к глухоте, менингиту и смерти больного. Наиболее частыми осложнениями являются перфорирование барабанной перепонки, поражение среднего уха, мозговых оболочек и венозных синусов. Лечение заключается в удалении личинок.